# Orubbat bo
Orubbat bo (även kallat oskiftat bo eller oskiftat dödsbo) är ett gammalt uttryck som ofta användes i testamenten som ett uttryck för att den efterlevande av två makar skulle få behålla (det gemensamma) boet ograverat.
Uttrycket anses oklart och ålderdomligt och det bör därför inte användas. Istället bör man välja att uttrycka det genom att föreskriva att den efterlevande ska erhålla all makens egendom med fri förfoganderätt. Det är för övrigt inte längre samma behov av en sådan bestämmelse eftersom make sedan 1987 har arvsrätt före bröstarvingar.